# Tell Taʿannek

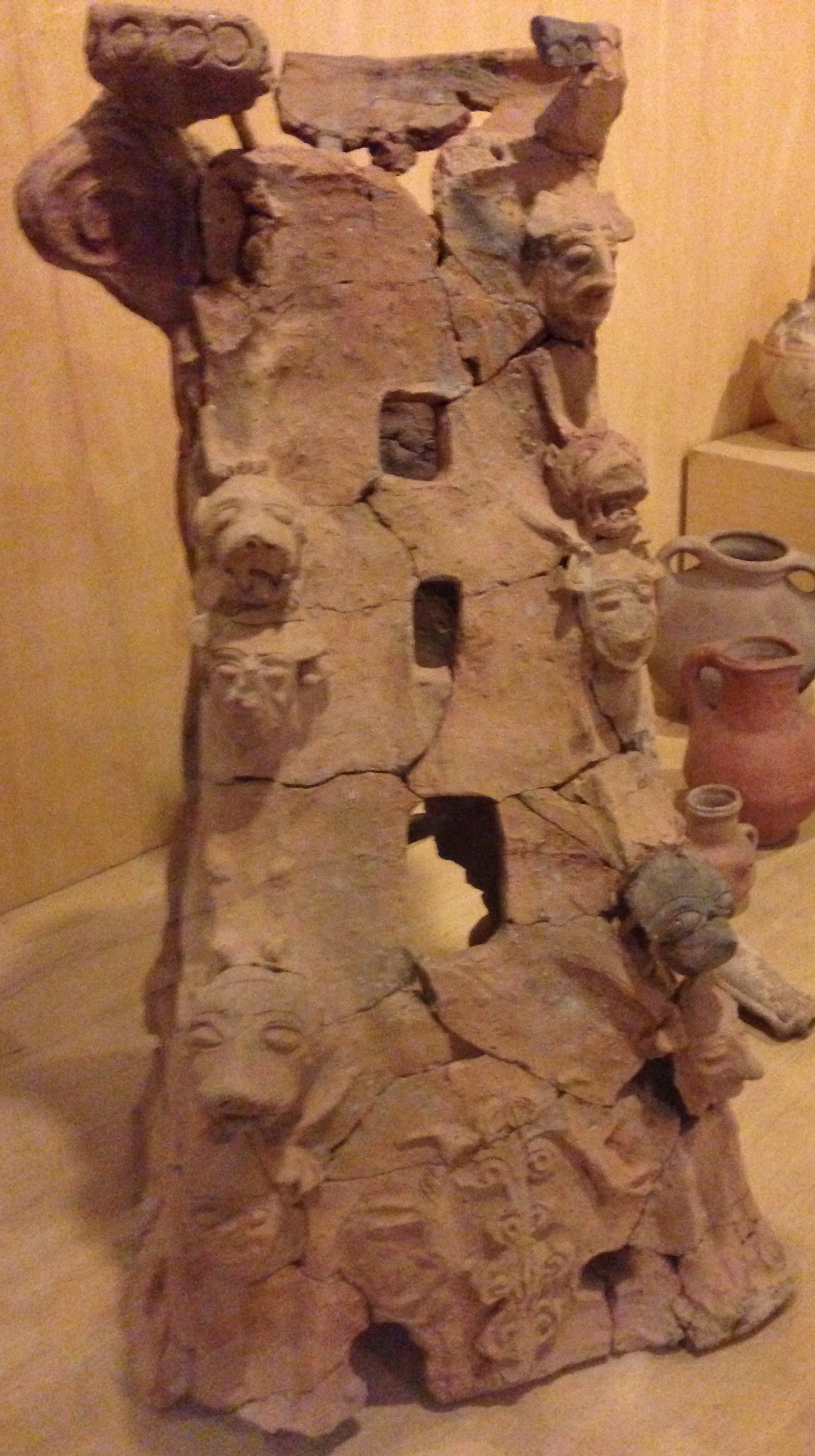
Von Sellin gefundener Kultständer (Archäologisches Museum Istanbul)

Tell Ta‘annek (arabisch تل تعنك, DMG Tall Taʿannak) ist eine archäologische Stätte in den Palästinensischen Autonomiegebieten. Unter dem Namen Taanach (תַּעְנַך) wird der Ort mehrfach in der Bibel erwähnt. Der Name hat sich, so der Ausgräber Ernst Sellin, „durch alle Zeiten hindurch gerettet“, so dass die Identifizierung des Tell mit dem altorientalischen Ort unbestritten ist.

## Lage
Taanach ist eine bronze- und eisenzeitliche Stadt. Sie befand sich am Südrand der fruchtbaren Jesreelebene. Strategisch war Taanach günstig gelegen, denn von hier aus ließ sich ein Pass kontrollieren, mit dem die Via Maris das Karmelgebirge überquerte. (Die Stadt Megiddo kontrollierte die zweite und wichtigere Wegführung der Via Maris über das Karmelgebirge).
Der Tell ist eine auffällige Landschaftsformation. Er erhebt sich etwa 241 Meter über dem Meeresspiegel bzw. 40 bis 50 Meter über der Jesreelebene und hat eine eiförmige Grundfläche, deren Spitze nach Süden zeigt. 340 Meter ist die durchschnittliche Länge und 160 Meter die Breite. In der Mitte des Hügels befindet sich ein 0,5 bis 2 Meter hohes Zentralplateau (150 Meter lang, 110 Meter breit).

## Besiedlungsgeschichte
- Frühbronzezeit III: Befestigtes regionales Zentrum, mehrere Bauphasen;
- Siedlungslücke in der Mittelbronzezeit;
- Neubesiedlung um 1700 v. Chr. als befestigtes Verwaltungszentrum mit einem Stadtfürsten, der dem Stadtfürsten von Megiddo untergeordnet war;
- Frühe Eisenzeit: Nach der Hypothese eines Davidisch-salomonischen Großreichs war Taanach im 10. Jahrhundert Verwaltungszentrum eines der Gaue Salomos, vorausgesetzt ist hierbei die historische Zuverlässigkeit von 1 Kön 4,12 EU;
- Zerstörung im Palästinafeldzug Scheschonqs, 922 v. Chr.;
- Eisenzeitliche befestigte Stadt mit regionaler Bedeutung;
- In der Perserzeit wieder befestigt und wohl auch Sitz der Verwaltung;
- In hellenistischer Zeit wurde die Siedlung an den Fuß des Tell verlegt;
- Im Mittelalter kleine Burg oder Residenz auf dem Tell, außerdem Kloster oder Einsiedelei.[4]

## Grabungsgeschichte

### Ausgrabungen von Ernst Sellin (1902–1906)
Ernst Sellins Grabung war Pionierarbeit auf dem Gebiet der Palästinaarchäologie. Sellin konnte noch keine differenzierte Keramiktypologie nutzen, und es gab noch keine Standards für die Dokumentation der Funde. Wie W. Flinders Petrie auf dem Tell el-Hesi (1890), wandte Sellin die stratigraphische Methode an und legte breite Suchgräben quer über den Tell. Für die Mittelbronzezeit besteht eine etwa 500-jährige Besiedlungslücke in Taanach, die Sellin nicht erkennen konnte. Dadurch entstand für ihn folgendes Bild der Besiedlungsperioden:
| Stratigraphie | Beginn                                   | Befunde |
| ------------- | ---------------------------------------- | --- |
| 4b            | Jüngere arabische Zeit                   | Spärliche Besiedlung am Fuß des Tell, heute arabisches Dorf Ti'inik als Träger des antiken Namens. |
| 4a            | Arabische Zeit                           | Arabische Stadt mit Burg, die 100 bis 200 Jahre bestand, von den Kreuzfahrern zerstört wurde und seitdem Ruine blieb. |
| 3b            | Hellenistisch-römisch-byzantinische Zeit | Die spätantike Siedlung Taanach befand sich nicht auf dem Tell, sondern am Fuß desselben. Der Tell wurde landwirtschaftlich genutzt.                                                                                                |
| 3a            | um 800 v. Chr.                           | Nordkastell. Da ein griechischer Kultureinfluss erkennbar war, nahm Sellin an, dass nicht die Assyrer 722, sondern erst Pharao Necho II. 609 die Stadt zerstörte, worauf dann die städtische Besiedlung auf dem Tell ihr Ende fand. |
| 2b            | um 1000 v. Chr.                          | Ostburg und Ostfort, von Sellin als Sitz von Salomos Statthalter (oder dem örtlichen Repräsentanten des Nordreichs Israel) interpretiert.                                                                                           |
| 2a            | um 1300 v. Chr.                          | Kontinuierliche Weiterentwicklung der Siedlung von Stratum 1b. |
| 1b            | um 1600 v. Chr.                          | Kultureller Aufschwung, phönizische und ägäische Kulturerzeugnisse. Burg des Ischtarwaschur mit Textarchiv. |
| 1a            | um 2000 v. Chr.                          | Älteste Ansiedlung. Wenige Zeichen für überregionale Kontakte der Bewohner (ein Siegelzylinder mit babylonischer Darstellung und ägyptischer Inschrift).                                                                            |

Ein herausragender Befund war das kleine Archiv aus Stratum 1b. Es enthielt Texte in babylonischer Keilschrift, die von Friedrich Hrozný publiziert wurden. Die meisten Tafeln wurden in oder bei einer Tonkiste gefunden. Es sind teils Briefe, teils Listen. Die Briefe, in denen es um militärische Unterstützung geht, sind an den Stadtfürsten von Taanach gerichtet und stammen vom Stadtfürsten zu Megiddo sowie vom ägyptischen Gouverneur in Gaza. Die Listen enthalten Personennamen; der Zweck dieser Verzeichnisse ist nicht bekannt.
Religionsgeschichtlich interessant waren ein Kultständer, Astartefiguren und Kinderbestattungen in Tonkrügen.

### Ausgrabungen von Paul W. Lapp (1963–1968)

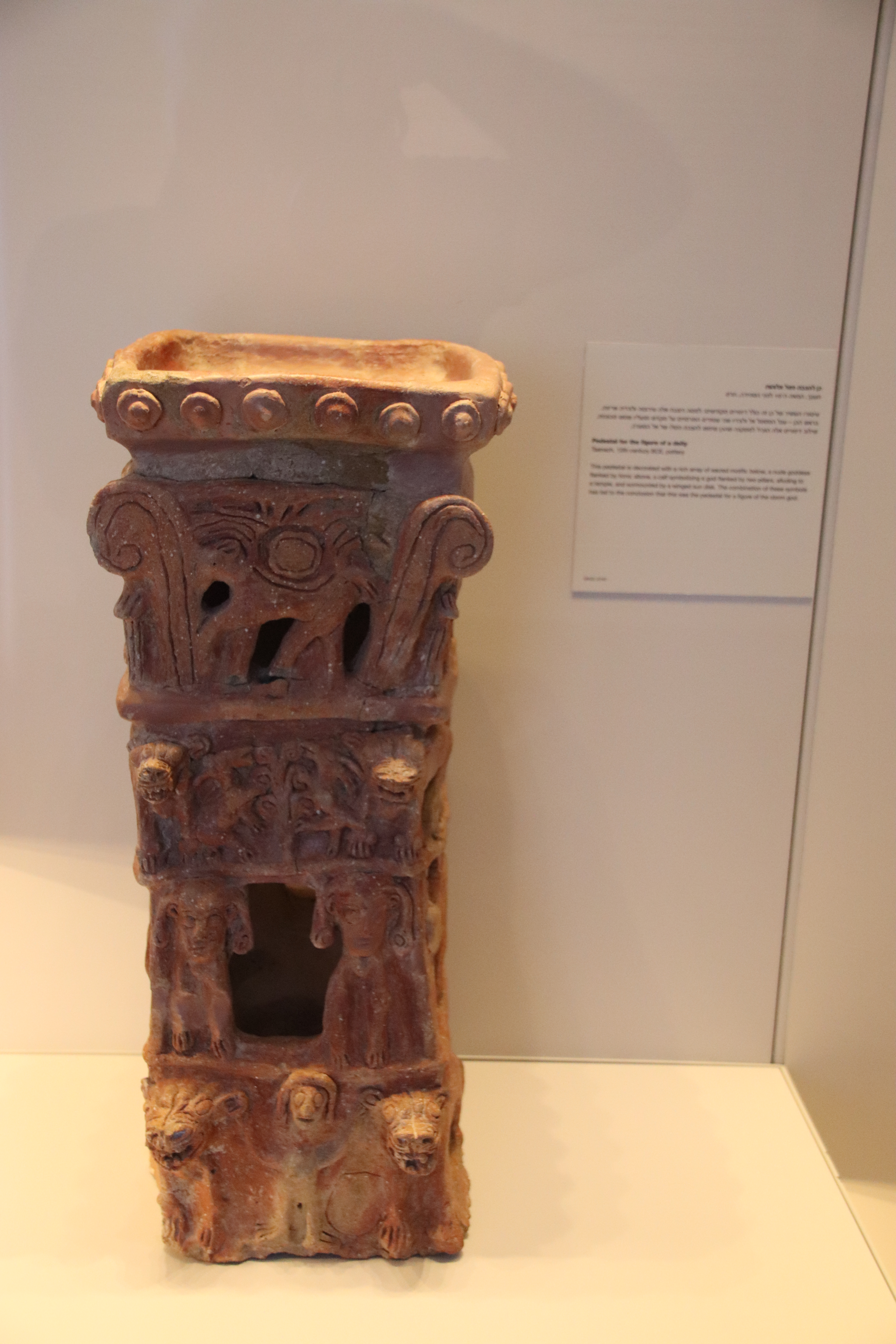
Kultständer, Eisenzeit I, 10. Jahrhundert v. Chr. (Israel Museum)

Für die Grabung des Concordia Seminary St. Louis und der American Schools of Oriental Research wurde Sellins Grabungsbericht ins Englische übersetzt, so dass die Archäologen auf diesen Ergebnissen aufbauen konnten. Mit der mittlerweile entwickelten Keramiktypologie und Grabungstechnik überprüfte Paul W. Lapp (1930–1970) mit seinem Team in drei Kampagnen 1963, 1966 und 1968 Sellins Ergebnisse, konzentrierte sich dabei aber auf den Süden und Westen des Tell; eine Ausnahme war das Nordkastell. Dieses wurde ins 9. Jahrhundert v. Chr. datiert. In persischer Zeit sei es wiederaufgebaut worden.
Sellins Straten 1a und 1b wurden jetzt als frühbronzezeitlich erkannt. Diese Stadt hörte bereits vor dem Ende der Frühbronzezeit III auf zu existieren. Nach mehrhundertjähriger Besiedlungslücke legten neue Bewohner, die Lapp als Hyksos identifizierte, im Westen des Tell eine Stadt an. In kontinuierlicher Weiterentwicklung entstand daraus eine recht bedeutende spätbronzezeitliche Stadt. Pharao Thutmose III. zerstörte sie im Zusammenhang mit der Schlacht bei Megiddo (1468 v. Chr.). Die danach wieder aufgebaute Stadt hatte bescheidenere Dimensionen; ihr gehörte die Westburg mit dem Archiv an.
Lapps Team fand einen weiteren, aber besser erhaltenen Kultständer, der ins 10. Jahrhundert datiert wurde.

### Ausgrabungen von Albert Glock (1985)
Nach dem Tod des Grabungsleiters (1970) führte Albert E. Glock die Arbeiten des Albright Institutes weiter. Die Erforschung des Tell Ta‘annek wurde sein Lebenswerk. Die von Lapps Team zusammengetragenen, zahlreichen Fundobjekte mussten untersucht werden, auch die Texte des Keilschriftarchivs im Archäologischen Museum Istanbul wurden von Glock kollationiert. Glock war politisch engagiert und arbeitete seit 1980 an der Universität von Bir Zeit, wo er das Archäologische Institut aufbaute. Er vertrat die These, dass die Biblische Archäologie mit ihrem Fokus auf der Zeit der Königreiche Israel und Juda ersetzt werden sollte durch eine Archäologie Palästinas. Die Grabung des Jahres 1985 sollte Erkenntnisse über die Lebensverhältnisse der am Tell Ta‘annek ansässigen Menschen seit der ottomanischen Zeit erbringen.
Im Januar 1992 wurde Albert Glock durch Schüsse aus nächster Nähe ermordet. Israelis und Palästinenser bezichtigten sich gegenseitig, dafür verantwortlich zu sein.
Damit endete auch die archäologische Arbeit auf dem Tell Ta’annek.

## Moderne Rezeption
Nach der Gründung des modernen Staates Israel lag der Tell Ta’annek außerhalb des Staatsgebietes. Der antike biblische Ortsname wurde zur Bezeichnung eines grenznahen israelischen Gebiets verwendet: „Bezirk Taanach“ (hebräisch חבל תענך Chevel Taʿanach, auch im Plural gebräuchlich: hebräisch תענכים Taʿanachim). Es handelt sich um ca. 10 Ortschaften südlich von Afula in einem Gebiet, das durch die Straßen Nr. 60, 65 und 66 begrenzt wird. Diese Orte gehören zur Regionalverwaltung Gilboa im Nordbezirk.